# Colletes nanus
Colletes nanus är en biart som beskrevs av Heinrich Friese 1898. Colletes nanus ingår i släktet sidenbin, och familjen korttungebin. Inga underarter finns listade i Catalogue of Life.